# Шапел (Албервил)
Шапел (фр. Chapelles) је насељено место у Француској у региону Рона-Алпи, у департману Савоја.
По подацима из 2011. године у општини је живело 525 становника, а густина насељености је износила 30,33 становника/km².

## Демографија
| 1962. | 1968. | 1975. | 1982. | 1990. | 2011. |
| ----- | ----- | ----- | ----- | ----- | ----- |
| 379   | 310   | 264   | 266   | 258   | 525   |